# Plympton (Massachusetts)
Plympton – miasto w Stanach Zjednoczonych, w stanie Massachusetts, w hrabstwie Plymouth.